# Андасібе (Мананара Аваратра)
Андасібе — комуна (малаг. kaominina) на Мадагаскарі. Належить до району Мананара Аваратра, який є частиною регіону Аналандзируфу.
2018 року населення комуни оцінювалося приблизно в 7960 осіб.
Розвинене виробництво гвоздики, ванілі.